# Мануфактура Савоннери

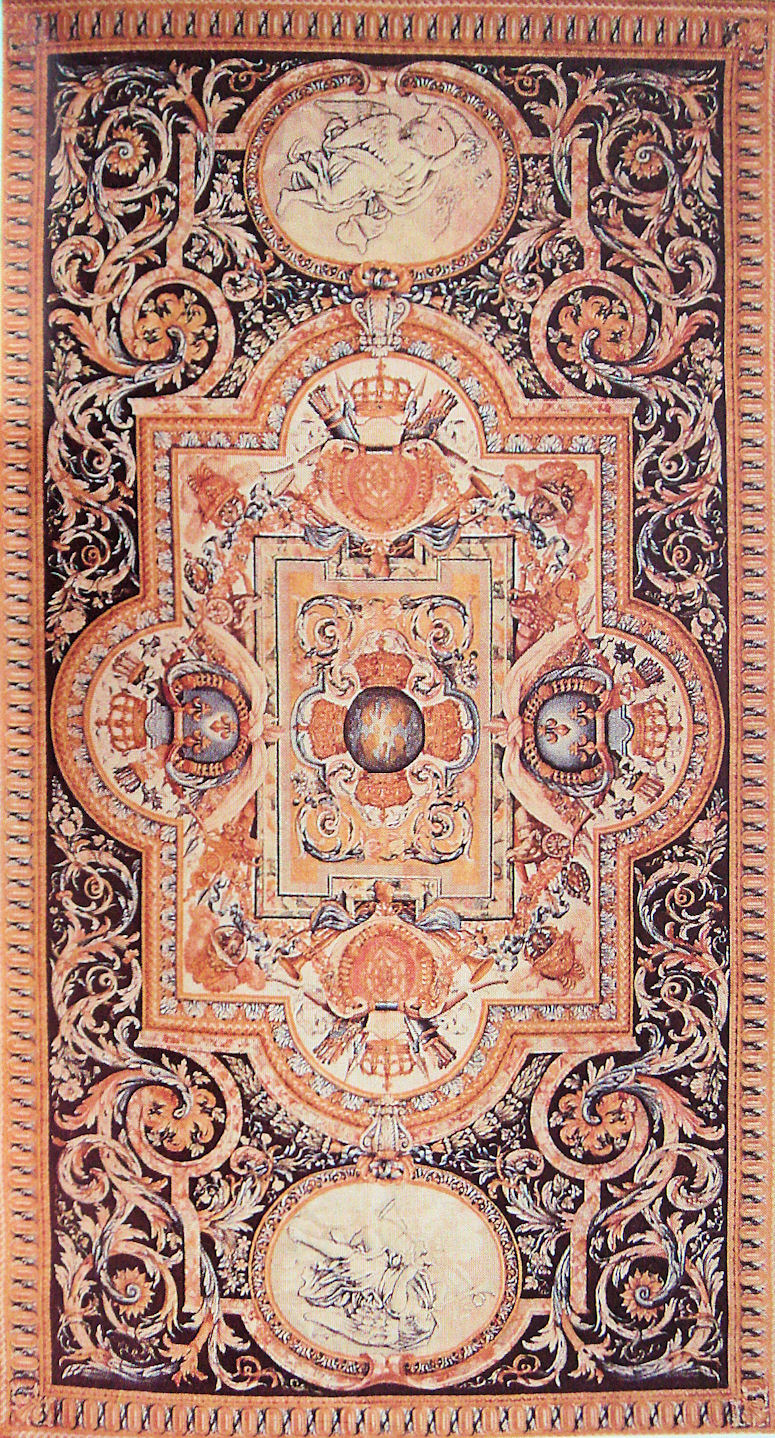
Ковёр эпохи Людовика XIV, по картону Шарля Лебрена, изготовленный на мануфактуре Савоннери

Савоннери́ (фр. Savonnerie — мыловарня, от savon — мыло) — мануфактура, основанная во Франции в XVII веке на месте бывшей мыловаренной фабрики, располагавшейся на правом берегу Сены, на холме Шайо (в то время пригород Парижа; в 1827 году эта местность получила название Трокадеро). Тканые ворсовые ковры этой мануфактуры получили столь широкую известность, что во второй половине XVII века ковры других мануфактур также называли «савоннери».
По одной из версий, мануфактуру создавали по инициативе королевы Марии Медичи, супруги короля Генриха IV. Король стремился наладить собственное производство предметов роскоши, которое пришло в упадок из-за религиозных войн. За дорогие персидские ковры приходилось платить серебром и золотом. В 1605 году в мастерских Лувра производство ковров «на турецкий манер» (à la turque) наладил мастер книжной миниатюры Пьер Дюпон. В 1623 году он написал в своем трактате о том, что им освоена восточная техника ткачества ворсовых ковров из шерсти с небольшим количеством шёлка в мелких деталях. Некоторые ранние ковры имитируют персидские. В 1624 году Пьер Дюпон решил расширить дело, он купил на окраине Парижа помещение бывшей мыловаренной мануфактуры и взял помощника. С тех пор ковры, которые изготавливали на этой мануфактуре, стали называть ковры Савоннери.
В 1627 году Людовик XIII предоставил Пьеру Дюпону и его ученику Симону Лурде привилегию на изготовление ковров. Предприятие на холме Шайо реорганизовали, и вскоре оно стало основным центром производства ковров «по-французски» (façon de France) с низко стриженным ворсом и рисунком из растительных побегов, цветов с королевскими лилиями (эмблемой Бурбонов) в медальонах и геометрических обрамлениях. Преобладали жёлтый, чёрный и зелёный цвета.
Дюпон скончался в 1640 году. В 1664 году при Людовике XIV мануфактура «Савоннери» перешла в ведение Жана-Батиста Кольбера. Эта эпоха была самой успешной для многих мануфактур Франции. В Савоннери только для короля изготовили девяносто два ковра. Кроме настенных ковров на мануфактуре изготавливали ширмы, покрывала для кроватей, занавеси, мебельные обивки, ткани для каминных экранов. До 1768 года продукция мануфактуры оставалась исключительно собственностью короны, а ковры Savonnerie использовали в качестве дипломатических даров. Картоны для ковров в «большом стиле» выполнял первый королевский живописец Шарль Лебрен. Характерными мотивами стали гирлянды, трофеи, аканты, раковины, маскароны, рога изобилия в изысканных геометрических обрамлениях.
На мануфактуру Савонери брали работать девочек от 10 до 12 лет, около шестидесяти сирот из приюта, который находился поблизости. Ковровому делу их учили шесть лет. Ковры мануфактуры Савоннери пользовались большим спросом, их поставляли в Версаль, Тюильри и Лувр. Большую серию ковров с композициями на мифологические сюжеты изготовили в 1668 году по картонам Лебрена для галереи Аполлона в Лувре.
В XVIII веке ткацкие мануфактуры находились в ведении управления «Королевских строений» (Bâtiments du Roi) под руководством архитектора Робера де Котта. С изменениями моды эволюционировал и стиль продукции мануфактуры «Савоннери»: рококо, «этрусский стиль», «помпейский стиль». С 1805 года на мануфактуре ткали ковры по заказам Наполеона в стиле ампир по рисункам создателей стиля Ш. Персье и П. Фонтена. В середине XIX века — по эскизам Эжена Виолле-ле-Дюка изготовлена серия ковров в неоготическом стиле.
Однако ещё в конце XVIII века мануфактура стала испытывать материальные затруднения. В 1825 году мануфактура Савоннери была включена в Мануфактуру гобеленов (позднее «Мануфактура Национальной меблировки»). Многие ковры «савоннери» ныне экспонируются в Музее национальной меблировки (Mobilier National) в Париже.